# 4-(2-piridilazo)resorcinolo sodico
Il 4-(2-piridilazo)resorcinolo sodico (o PAR) è un indicatore. Si trova prevalentemente in forma monoidrata.
A temperatura ambiente si presenta come un solido arancione-marrone inodore.